# Mark Borsch
Mark Borsch (* 16. März 1977 in Mönchengladbach) ist ein deutscher Fußball-Schiedsrichterassistent.

## Leben
Mark Borsch lebt in Mönchengladbach. Er ist DFB-Schiedsrichter für Grün-Weiß Holt. 2004 stieg er als Schiedsrichter in die Regionalliga Nord auf.
Er spezialisierte sich später als Schiedsrichter-Assistent in der Bundesliga, der er seit 2006 angehört. Seit Januar 2008 steht er auf der FIFA-Liste der Schiedsrichterassistenten. Borsch nahm als Assistent von Felix Brych an den Olympischen Sommerspielen 2012 in London sowie am FIFA-Konföderationen-Pokal 2013 in Brasilien teil.
Bekannt wurde Borsch auch durch einen Zusammenstoß mit Marco Reus im Spiel zwischen der TSG 1899 Hoffenheim und Borussia Dortmund im Dezember 2013.
Am 15. Januar 2014 wurde er zusammen mit Felix Brych und als weiterem Assistenten Stefan Lupp als eines von 25 Schiedsrichtergespannen für die Weltmeisterschaft 2014 in Brasilien benannt. Er war ebenfalls Brychs Assistent bei den Europameisterschaften 2016 und 2021 sowie der Weltmeisterschaft 2018.
Borsch wurde am 30. Mai 2015 im Berliner Olympiastadion im Gespann um Felix Brych im Endspiel des DFB-Pokals 2014/15 zwischen Borussia Dortmund und dem VfL Wolfsburg eingesetzt.
Borsch kam im Endspiel der Champions League zwischen Juventus Turin und Real Madrid (1:4) am 3. Juni 2017 in Cardiff zum Einsatz.
Am 13. Mai 2021 assistierte er erneut im Finale des DFB-Pokals Hauptschiedsrichter Brych in der Partie Borussia Dortmund gegen RB Leipzig (4:1).
Borsch wird aktuell regelmäßig im Schiedsrichtergespann um Tobias Stieler national und international eingesetzt.